# Flores rotas
Flores rotas (Broken Flowers) es una película de Estados Unidos y Francia, dirigida por Jim Jarmusch en 2005. Su reparto está formado por Bill Murray, en el papel de Don Johnston, y Frances Conroy, Jessica Lange, Sharon Stone, Tilda Swinton y Julie Delpy como cinco de sus amantes. Jeffrey Wright interpreta a Winston, vecino y amigo de Don.
Ganó el Gran Premio del Jurado en el Festival de Cannes de 2005.

## Sinopsis
Don Johnston, un hombre maduro y soltero empedernido, ha sido abandonado por su última conquista, Sherry. Resignado a seguir con su vida, ve cómo todo cambia cuando recibe una misteriosa carta de color rosa. Es de una antigua novia que le informa que tiene un hijo de diecinueve años que podría estar buscándole. Su mejor amigo y vecino, Winston, detective aficionado y hombre de familia, le anima a investigar ese misterio. Y aunque es poco amigo de los viajes, Don se embarca en uno que le llevará a recorrer el país en busca de pistas sobre cuatro antiguos amores y posibles madres. Las inesperadas visitas a estas mujeres harán que se enfrente a su pasado y se lleve más de una sorpresa.

## Reparto
- Bill Murray como Don Johnston.
- Jeffrey Wright como Winston.
- Sharon Stone como Laura Daniels Miller.
- Frances Conroy como Dora Anderson.
- Christopher McDonald como Ron Anderson.
- Jessica Lange como Dr. Carmen Markowski.
- Tilda Swinton como Penny.
- Julie Delpy como Sherry.
- Alexis Dziena como Lolita Miller.
- Chloë Sevigny como la asistente de Carmen.
- Pell James como Sun Green.
- Mark Webber como el joven viajero.

## Música
- There Is an End: escrita por Craig James Fox, interpretada por The Greenhornes y Holly Golightly. Extraída del disco Dual Mono.
- Ride Your Donkey: escrita por Albert George Murphy y Norman Anthony Davis, interpretada por The Tennors.
- Requiem, Op. 48 (Pie Jesu): compuesta por Gabriel Fauré, interpretada por Oxford Camerata.
- Yekermo Sew: escrita e interpretada por Mulatu Astatke.
- Yegelle Tezeta: escrita e interpretada por Mulatu Astatke.
- Playboy Cha-Cha: escrita por Óscar García, interpretada por Mulatu Astatke y el Ethiopian Quintet.
- Mascaram Seteba: tradicional, arreglos de Mulatu Astatke, interpretada por Mulatu Astatke y el Ethiopian Quintet.
- I Want You: escrita por Leon Ware y Arthur Ross, interpretada por Marvin Gaye.
- Gubelye: tradicional, arreglos de Mulatu Astatke, interpretada por Mulatu Astatke.
- Not If You Were the Last Dandy on Earth: escrita por Matt Hollywood, interpretada por The Brian Jonestown Massacre.
- Dreams I'll Never See: escrita por Gregg Allman, interpretada por The Allman Brothers Band.
- Aire (Pavan A5 in C Minor) y Fantasy (A6 in F Mayor): compuestas por William Lawes, interpretadas por Fretwork.
- Dopesmoker: escrita por Al Cisneros, Matt Pike y Chris Haikus, interpretada por Sleep.
- Tell Me Now So I Know: escrita por Ray Davies, interpretada por Holly Golightly.
- Alone in the Crowd: escrita por Gilbert Snapper, interpretada por Mulatu Astatke y el Ethiopian Quintet.
- Ethanopium: escrita por Mulatu Astatke, interpretada por Dengue Fever.
- Unnatural Habitat: escrita por Patrick Keeler y John Curley, interpretada por The Greenhornes.

## Estreno
- Francia: 17 de mayo de 2005, Festival de Cannes.
- Estados Unidos: 15 de junio de 2005, Festival de cine de Nantucket.
- España: 21 de septiembre de 2005, Festival de cine de San Sebastián.
- México: 9 de diciembre de 2005.
- Argentina: 13 de abril de 2006.
- Venezuela: 12  de mayo de 2006.
- Panamá: 8 de septiembre de 2006.

## Premios y nominaciones
| Año  | Premios                                                 | Categoría                                                  | Receptor(es)   | Resultado |
| ---- | ------------------------------------------------------- | ---------------------------------------------------------- | -------------- | --------- |
| 2005 | Festival de Cannes                                      | Gran premio del jurado                                     | Jim Jarmusch   | Ganadora  |
| 2005 | Festival de Cannes                                      | Palma de Oro                                               | Jim Jarmusch   | Nominada  |
| 2005 | Festival de Cine de Cambridge                           | Premio de la audiencia a la mejor película                 | Jim Jarmusch   | Ganadora  |
| 2005 | British Independent Film Awards                         | Mejor película extranjera                                  |                | Nominada  |
| 2005 | Premios del Cine Europeo                                | Premio Screen International a la mejor película no europea | Jim Jarmusch   | Nominada  |
| 2005 | Premios de la Sociedad de Críticos de Cine de San Diego | Mejor actor de reparto                                     | Jeffrey Wright | Ganador   |
| 2006 | Premios Satellite                                       | Mejor actor - Musical o Comedia                            | Bill Murray    | Nominada  |
| 2006 | Premios de la Sociedad de Críticos de Cine Online       | Mejor guion original                                       | Jim Jarmusch   | Nominada  |
| 2006 | Festival Robert                                         | Mejor película estadounidense                              | Jim Jarmusch   | Nominada  |
| 2006 | Círculo de Escritores Cinematográficos                  | Mejor película extranjera                                  |                | Nominada  |
| 2006 | Nastro d'argento                                        | Mejor director - Película extranjera                       | Jim Jarmusch   | Nominada  |
| 2006 | Premios Independent Spirit                              | Mejor actor de reparto                                     | Jeffrey Wright | Nominado  |
| 2006 | Premios Bodil                                           | Mejor película estadounidense                              | Jim Jarmusch   | Nominada  |
| 2006 | León checo                                              | Mejor película extranjera                                  | Jim Jarmusch   | Ganadora  |
| 2006 | Premios Chlotrudis                                      | Mejor actor de reparto                                     | Jeffrey Wright | Nominado  |